# Wil de Bras
Wil de Bras, artiestennaam van Erich Richard Binkhuysen (Pamekasan, Indonesië, 23 november 1939) is een Nederlandse zanger.  Eind 1969 kwam zijn eerste plaat uit: Die nacht. Hij formeerde toen Combo Wil de Bras en werd ook begeleidingsorkest van meerdere  Nederlandse artiesten.

## Biografie
Binkhuysen werd in Pamekasan op het Indonesische eiland Madoera geboren en kreeg een opvoeding volgens de Nederlandse traditie. Toen het gezin de keuze moest maken voor de Nederlandse of Indonesische nationaliteit, lieten ze hem naar zijn zus in Bergen op Zoom toe gaan. Zijn ouders en broer bleven nog enkele jaren in Indonesië en emigreerden vervolgens ook naar Nederland.
Met zijn vriend Giel Geerlings vormde hij in 1957 het duo De Gitarino's. Ook traden ze een keertje op in De Springplank, een talentenjachtprogramma van de KRO. In deze jaren speelde hij in verschillende formaties en speelde o.a. Hawaiian syncopeters (Ed Saffri) en Royal Hawaiian Minstrels (George de Fretes) en meer.
Na zijn militaire dienstplicht richtte hij samen met broer Peter de Indo rockband The Marlins op, en vertrok naar Duitsland waar hij tot 1969 bleef spelen. 
In 1969 ontmoette hij de songwriter en producer Jack de Nijs, die later beter bekend werd als Jack Jersey. Die bood hem aan het liedje Die nacht op te nemen. Tijdens de opnames werd de artiestennaam Wil de Bras verzonnen en de single bereikte nummer 21 in de Top 40. Jack de Nijs produceerde en schreef meer platen voor hem en nam ze op in zijn productiemaatschappij JR. Andere Top 40-hits in deze periode waren Mona (1970), Sombras (1971) en Donna (1972). Een plaats in de Tipparade was er voor Waar zijn al mijn dromen (1971) en Meisjes van Casablanca (1972).
In 1973 maakte hij deel uit van het artiestenkoor Brabants Bont. Andere deelnemers hierin waren Jack de Nijs, Leo den Hop, Jan Boezeroen en Yvonne de Nijs. De single Protest bereikte de Tipparade en werd uitgebracht ter ondersteuning van Radio Veronica. Sombras was jarenlang herkenningstune van "Langs de Lijn" op zondag.
Wil de Bras bracht ook hierna nog platen uit, maar hij behaalde niet meer het succes van ervoor. Zijn combo was inmiddels teruggebracht naar drie personen. Tot 1995 speelden ze nog als begeleidingsorkest voor allerlei bekende artiesten. Sindsdien treedt hij solo op met een keyboard.

## Discografie
De eerste drie singles bracht hij uit Wil de Bras. Daarna ging hij verder als Combo Wil de Bras, soms ook wel als Wil de Bras & zijn Combo
Albums
- 1972: Donna
- 1973: Nooit op zondag
- 1995: De grootste suksessen van Combo Wil De Bras

Singles
- 1970: Die nacht / Hé hé Rosie, Polydor
- 1970: Mona / Het spijt me voor jou, Polydor
- 1971: Waar zijn al mijn dromen / Laat hem toch gaan, Polydor
- 1971: Sombras / Anna, Imperial
- 1972: Donna / Mademoiselle Monique, Imperial
- 1972: Meisjes van Casablanca / Laat hem toch gaan, Imperial
- 1973: Nooit op zondag / El vida, Imperial
- 1976: Morgen gaan we lijnen / Als je m'n naam niet kent... dan zeg je maar meneer, Monopole
- 1980: Jij hebt hier niks te vertellen / Rumba banana, Dureco
- 1980: De pony polka / Herinnering, Lebel, als Wil de Bras
- 1981: Donna / Sombras, EMI
- 1982: Was het die nacht? / Knock down, Energy NRG
- 1983: Isabella / Fly over, Klomp KLP
- 1984: Ma ma Marie / Sorrento, Big Lift BS